# Vache Tovmasyan
Vachagan Kareni Tovmasyan (en arménien : Վաչագան Կարենի Թովմասյան), connu professionnellement sous le nom de Vache Tovmasyan (en arménien : Վաչե Թովմասյան), né le 15 juillet 1986 à Erevan, est un acteur, comédien et showman arménien. 
En 2005, il rejoint plusieurs autres comédiens, largement inconnus du public, pour former l'émission comique 32 Teeth (32 ատամ). En 2010, Vache et ses amis créent l'émission télévisée de stand-up Vitamin Club (ւրրրրրրրespace), qui est diffusée chaque semaine par Shant TV jusqu'en 2015.
En 2024, Vache Tovmasyan interprète Garnik dans le film Anora, rôle pour lequel il est nommé pour le Screen Actors Guild Award de la meilleure distribution.

## Filmographie

### Cinéma
- 2012 : Lost & Found in Armenia (en) : Bldo
- 2024 : Anora : Garnik[2]

### Télévision

#### Séries télévisées
- 2009 : Dans l'armée (Բանակում) : Tigran Sahakyan
- 2011-2012 : Gerdastane (گրրրրրրդրրրրրդ) : Alfred
- 2015-2017 : Karé Dard : Moso
- 2017-2018 : École d'or : Robert
- 2019 : Coocoorooz : lui-même
- 2019-2020 : Chante si tu peux
- Depuis 2020 : L'émission de télé-réalité de Tovmasyan

#### Émissions télévisées
- 2006-2010 : 32 Atam (32 ատամ)
- 2009-2010 : 3 murs (3 պատ)
- 2010-2015 : Club Vtamine
- 2010 : Bonjour (բարի լույս)